# Floptical

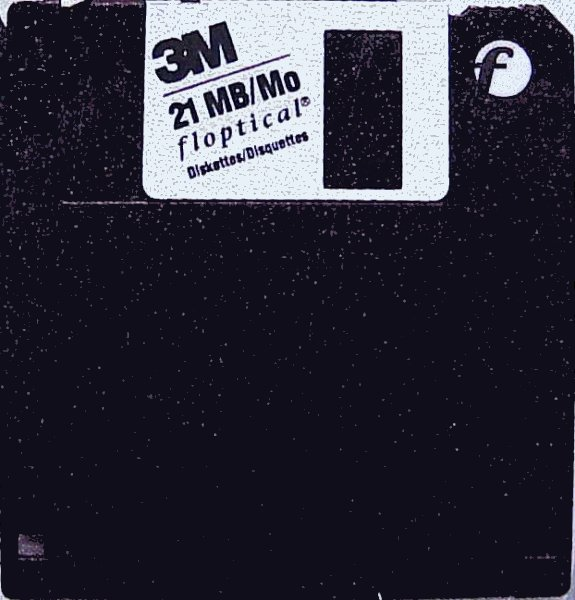
21MB Floptical 3½英寸软盘

Floptical指的是一种结合了磁性及光学技术的软驱，它可在与3½英寸磁盘相似的高容量软盘上储存资讯。其名称是来自"软盘"(Floppy)及"光学
"(Optical)的混成词。它虽然主要指的是一种软驱，但也可以用作所有使用类似技术的储存媒体的代称。
最初的Floptical技术于1991年由Insite Peripherals开发。该公司是由Jim Adkisson创建的风险投资公司，而Jim Adkisson是1976年在Shugart Associates参与开发5¼英寸软驱的主要工程师之一。该公司主要股东有Maxell、Iomega及3M。

## 技术方面
数据读写本身是采用磁性原理，但加上光学技术校正读写头－使用红外光LED侦测刻于盘片上的凹槽。磁头与一般软驱一样在读写时会接触盘面。光学servo轨道则能提升磁头定位睛准度－从每英寸135轨至1250轨。一张Floptical软盘可储存21MB的数据。此外，Floptical驱动器另有一组读写头以供读写一般的720KB及1.44MB(1,440 KiB)磁盘。
为提高在SCSI的兼容性，Floptical驱动器被设计辨识为软驱而不是可移除式硬盘。为确保其正常运作，写入锁定功能被内置于固件中。这能有效防止写入及格式化媒体。驱动器可透过SCSI Mode Sense指令, 1A 00 20 02 A0解锁。该问题的严重性不明，而Insite亦推出了不含此"功能"的驱动器。
至少有两种机型被生产出来。有一种采用一般的杠杆机制以手动退出磁盘，另一种则有一类似光驱上的小孔，在SCSI的退片指令失效时可用回纹针插入以强制退片。

### 技术规格
| 未格式化容量 | 25 MiB                                   |
| 格式化容量   | 20,385 KiB                               |
| 转速         | 720 RPM                                  |
| 轨道密度     | 1250 TPI                                 |
| 记录密度     | 23980 BPI (RLL)                          |
| 传输速率     | 1.6 Mbit/s                               |
| 缓冲传输率   | 2 MB/s                                   |
| 平均搜寻时间 | 65 毫秒                                  |
| Settle time  | 15 ms                                    |
| 马达启始时间 | 750 ms                                   |
| 磁头数量     | 2                                        |
| Cylinders    | 755                                      |
| 轨道区块     | 27                                       |
| 区块         | 256, 512, or 1024 bytes (依照格式化时间) |
| 介面         | SCSI                                     |

## 销量
Insite将Floptical技术授权给了一些公司，包括松下、Iomega、Maxell及日立等。部份公司后来组成了FTA－磁光学技术协会(Floptical Technology Association)以试图推广Floptical技术取代软驱。
约有七万台Insite的Floptical驱动器在产品支持期间售出。Silicon Graphics在其SGI Indigo及SGI Indy系列电脑工作站上采用Floptical驱动器。Commodore International亦被报导会在Amiga 3000上采用Floptical驱动器。但这并没有发生，而虽然许多Amiga系统皆安装了Floptical，它们是由Insite、TTR Development或Digital Micronics (DMI)所售，而非由Commodore内置于Amiga系统中。
该产品的质量不稳定，可靠性也有问题。它也比其他高容量软驱如Iomega ZIP慢。事实上，虽然Iomega早在1989年即获得Floptical授权并生产了名为Insider的兼容驱动器，他们不久后即放弃并将焦点转向ZIP，而ZIP的销量达到千万以上。
其他一些公司亦推出不兼容的高容量磁光学软驱。其中最有名的是Imation的LS-120SuperDisk。LS-120可兼容一般3½英寸磁盘，而在专用的高容量软盘上可达到120 MB的存储量，并采用一般软驱介面以提升兼容性。它曾被认为可以成功并取代一般软驱，但在2000年代初期推出的可写入式CD-ROM抢走了市场。Sony亦曾推出磁光盘技术格式Sony HiFD，但品管问题导致名声不佳。此外还有些较无闻的格式如Caleb UHD144等。

## 操作系统支持
所有版本的Windows NT直至Windows 2000皆支持Floptical，在FORMAT指令中使用20.8 MB 格式化。Windows XP及之后的版本已经取消了对Floptical及2.88MB软盘的格式化支持。SCO OpenServer亦支持Floptical驱动器。有SCSI装置的麦金塔电脑则支持从Floptical开机，且有格式化软件可在麦金塔上抹除及格式化Floptical软盘。